# Дальнее Поле (Ростовская область)
Дальнее Поле — посёлок в Песчанокопском районе Ростовской области.
Административный центр Зареченского сельского поселения.

## География
Посёлок расположен в равнинной местности на крайнем востоке Песчанокопского района у границы с Калмыкией в 58 км к востоку от села Песчанокопского.

### Уличная сеть
| - ул. Восточная, - ул. Западная, - ул. Комсомольская, - ул. Молодёжная, - ул. Первомайская, - ул. Садовая, | - ул. Советская, - ул. Степная, - ул. Школьная, - ул. Шолохова, - пер. Мирный. |

## История
В 1906—1907 годы в ходе Столыпинской аграрной реформы крестьянину Иванисову Устину Самойловичу, который проживал в селе Красная поляна была выделена земля вдоль реки Егорлык. Он построил усадьбу, распланировал земли под огород.
В годы коллективизации на бывших землях У. С. Иванисова был образован совхоз «Заготскот № 2». В 1934 году была построена начальная школа.
В годы Великой Отечественной войны из всех отделений совхоза были призваны и добровольно ушли более 100 человек на фронт. 22 января 1942 года посёлок был освобождён от немецких войск.
В 1966 году построена Откормсовхозская школа № 39.

## Население
| 1989 | 2002 | 2010 |
| ---- | ---- | ---- |
| 678  | ↗755 | ↗864 |